# كأس الكؤوس الأوروبية 1982–83
كأس الكؤوس الأوروبية 1982–83  هو الموسم 23 من  كأس الكؤوس الأوروبية. أقيم خلال الفترة 17 أغسطس 1982 وحتى 11 مايو 1983، والذي يشرف على تنظيمه الاتحاد الأوروبي لكرة القدم، وكان عدد الأندية المشاركة فيه  34، وفاز فيه نادي أبردين.

## نتائج الموسم
| المركز | فريق        | لعب | ف | ت | خ | له | عليه | ف.أ | نقاط | ملاحظة |
| ------ | ----------- | --- | - | - | - | -- | ---- | --- | ---- | ------ |
|        | نادي أبردين |     |   |   |   |    |      |     |      |        |